# Gereformeerde Gemeenten

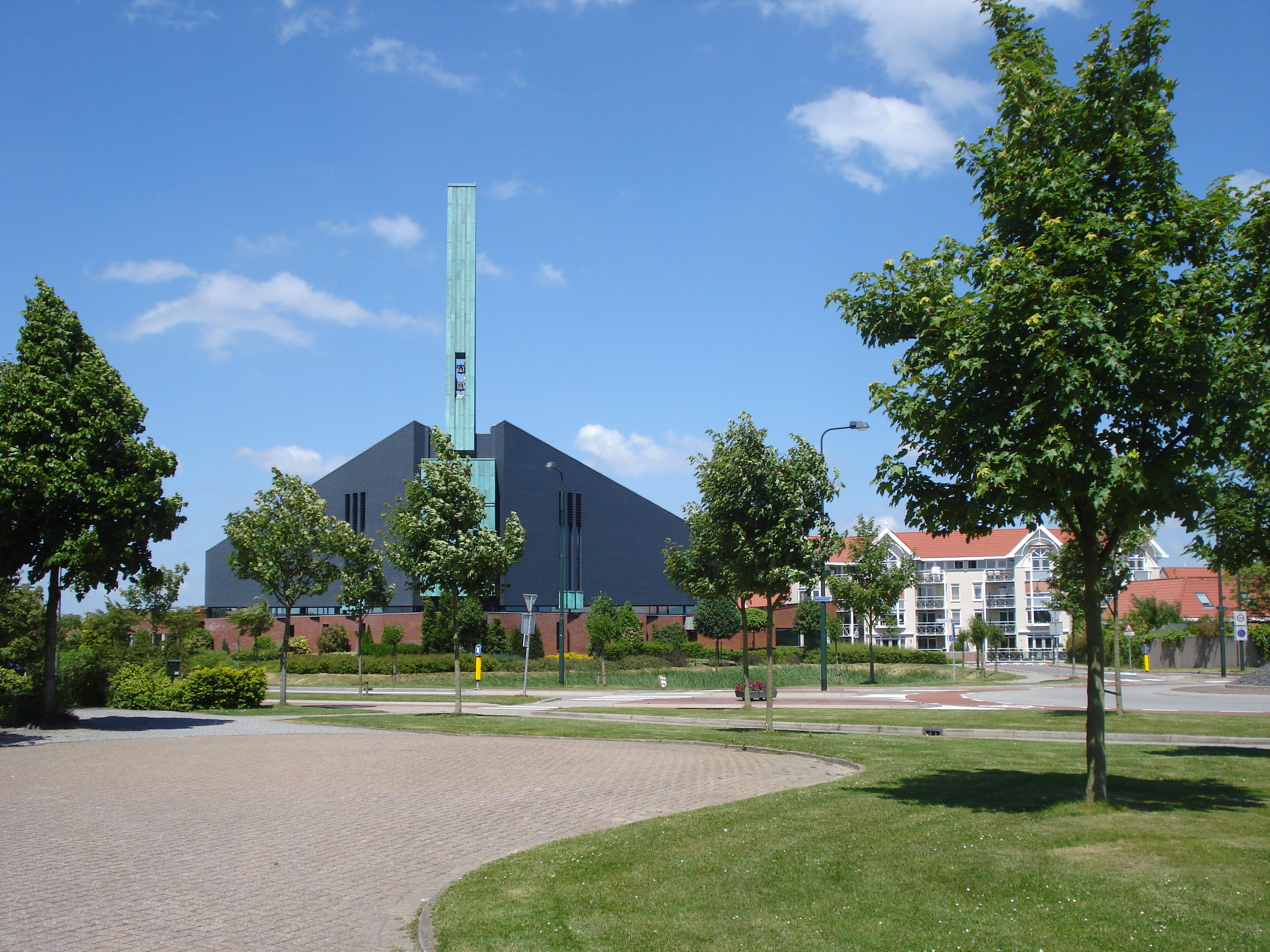
Reformierte Gemeinde Tholen

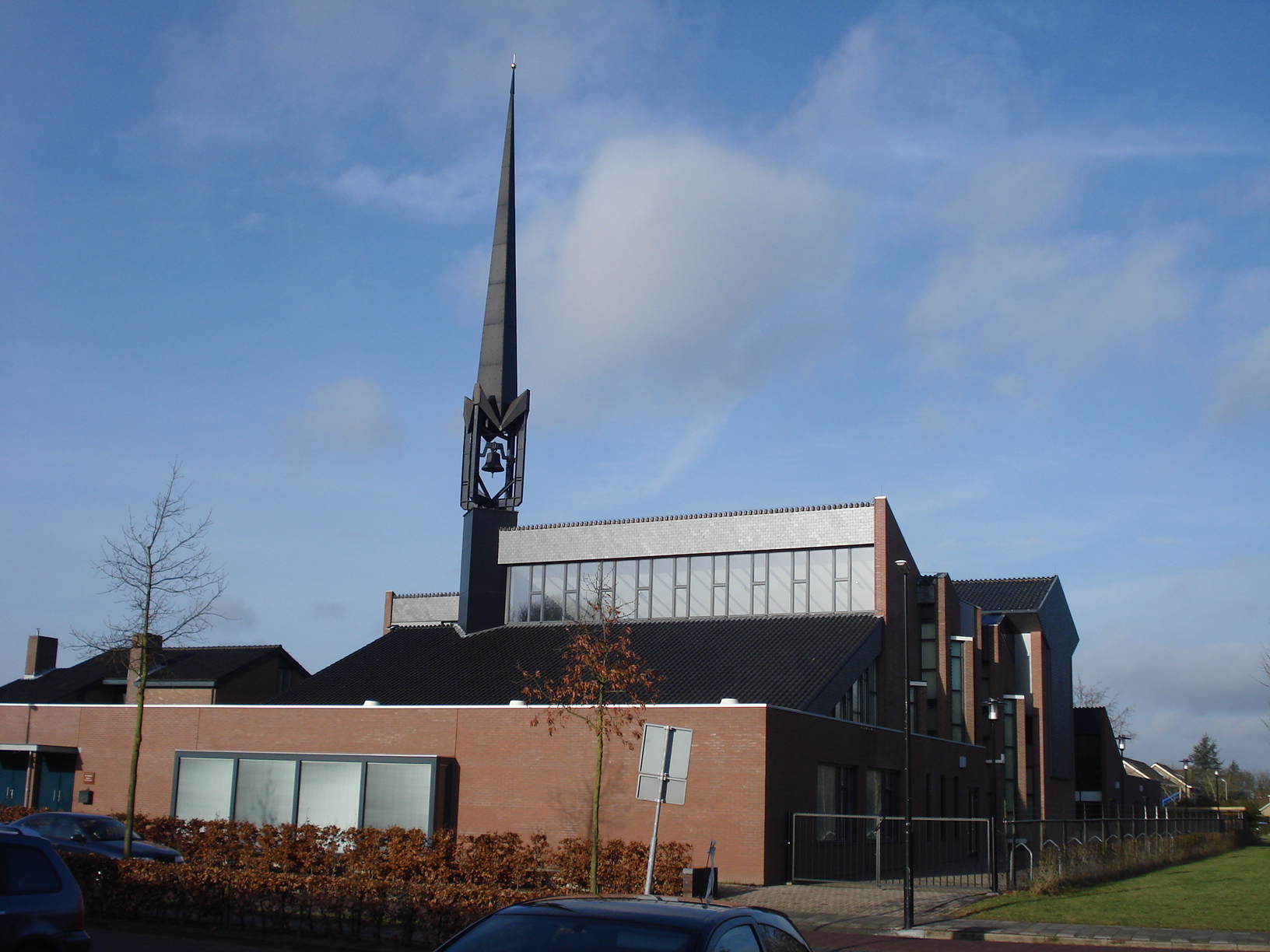
Reformierte Gemeinde ’s-Gravenpolder

Die Gereformeerde Gemeenten (deutsch: Reformierte Gemeinden) ist ein niederländischer Kirchenverband, der den Reformierten Kirchen zugehört. Er entstand 1907 durch Zusammenschluss der Ledeboerianer und der Gereformeerde Gemeenten onder het Kruis. Ihre Wurzeln gehen auf die 1834 erfolgte Afscheiding (Abtrennung) von der Niederländisch-reformierten Kirche zurück. 1953 spalteten sich die Gereformeerde Gemeenten in Nederland (Reformierte Gemeinden in den Niederlanden) ab.
Die Kirchen aus dem streng calvinistischen Milieu, zu dem u. a. noch die Altreformierten Gemeinden in den Niederlanden und die Christelijke Gereformeerde Kerken gehören, werden auch (abwertend) als Schwarzestrümpfekirchen bezeichnet. Das soziale Leben ihrer Mitglieder spielt sich zum größten Teil untereinander ab. Man trifft sich vor allem in der Kirche, Schule, Verein und auch bei der Arbeit. Im politischen Bereich wählen viele Mitglieder der Kirche die Staatkundig Gereformeerde Partij. Sonntäglich finden zwei Gottesdienste statt, in denen die Wortverkündigung im Zentrum steht. Der Kirchenbesuch ist überdurchschnittlich. 
Die derzeit 152 Gemeinden  in den Niederlanden haben 106.782 Mitglieder und beschäftigen 60 Pastoren. Unter dem Namen The Netherlands Reformed Congregations gehören auch 28 Gemeinden in den USA und Kanada zum Kirchenverband. Er unterhält eine Missionsorganisation (Zending Gereformeerde Gemeenten), die missionarisch in Papua-Neuguinea und Ecuador aktiv ist.

## Größte Gemeinden 2011
| Nr. | Gemeinde            | Mitglieder |
| --- | ------------------- | ---------- |
| 1   | Rijssen-Zuid        | 2790       |
| 2   | Kootwijkerbroek     | 2379       |
| 3   | Rijssen-Noord       | 2372       |
| 4   | Yerseke             | 2315       |
| 5   | Nunspeet            | 2280       |
| 6   | Barneveld-Centrum   | 2234       |
| 7   | Hendrik-Ido-Ambacht | 2146       |
| 8   | Veenendaal          | 2130       |
| 9   | Genemuiden          | 2091       |
| 10  | Krabbendijke        | 2032       |

## Mitglieder
- 1953 – 67.144
- 1954 – 58.760
- 1966 – 69.512
- 1972 – 78.766
- 1973 – 79.036
- 1974 – 80.008
- 1978 – 81.265
- 1979 – 81.869
- 2000 – 98.495
- 2001 – 99.185
- 2002 – 100.191
- 2003 – 101.008
- 2004 – 102.070
- 2005 – 102.797
- 2006 – 103.272
- 2007 – 103.930
- 2008 – 104.281
- 2009 – 104.770
- 2010 – 105.371
- 2011 – 105.784
- 2015 – 107.299